# Eye Hill n.º 382
Eye Hill n.º 382 es un municipio rural canadiense situado en la provincia de Saskatchewan.

## Superficie
Eye Hill n.º 382 tiene una superficie de 775,85 km².

## Demografía
En 2021, tenía 552 habitantes, una densidad poblacional de 0,7 hab./km², y 261 viviendas.